# Digital Living Network Alliance
La Digital Living Network Alliance (DLNA) è una collaborazione internazionale fra industrie di computer e compagnie di apparati mobili, con l'obiettivo di sviluppare uno standard comune per la comunicazione su rete locale di molteplici dispositivi audio e video. Lo standard DLNA è attualmente adottato da oltre 250 aziende; fra i fondatori della collaborazione:  Intel, LG Electronics, Microsoft, Panasonic, Pioneer, Philips, Samsung, Sharp, Sony, Huawei e Toshiba.
Le specifiche sono basate su standard come il TCP/IP per la connessione dei dispositivi e l'UPnP per la condivisione delle risorse.

## Tipi di apparati
L'organizzazione DLNA ha stabilito delle classi per identificare una serie di apparecchiature, in base alle loro caratteristiche, evidenziando così le varie differenze dei dispositivi collegati a una rete multimediale domestica.
La suddivisione distingue due categorie: quella che racchiude le apparecchiature per uso domestico (televisori, impianti HI-FI), detta Home Network Device (HND), e quella  che racchiude le apparecchiature mobili (smartphone o lettori multimediali), detta Mobile Handheld Device (MHD). All'interno di ciascuna vi sono ulteriori classi diversificate dalle funzioni proprie del device e sono:
Home Network Device (HND):
• Digital Media Server (DMS): un raccoglitore di contenuti multimediali a disposizione dei dispositivi che possono riprodurre file multimediali (es.: computer desktop o portatili, videoregistratori, fotocamere digitali, ecc.);
• Digital Media Player (DMP): sfoglia e riproduce i contenuti multimediali disponibili sul media server (es.: televisori di ultima generazione, cornici digitali, ecc.);
• Digital Media Renderer (DMR): riproduce i contenuti presenti nel server, ma non può sfogliarli, per questo viene considerato simile al DMP (es.: televisori, impianti Hi-Fi, ecc.). Inoltre viene rilevato, nella rete, dai dispositivi DMC per poter poi riprodurre i file;
• Digital Media Controller (DMC): questo dispositivo non solo sfoglia i contenuti multimediali dei server, ma verifica che i file da riprodurre siano compatibili col dispositivo di riproduzione DMR/DMP a esso associato e stabilisce la connessione tra server e dispositivo di riproduzione (es.: telecomando con funzioni avanzate, palmare, ecc.);
• Digital Media Printer (DMPr): stampanti con interfaccia di rete che stampano file presenti nei server.
Questi dispositivi hanno interfacciamento Wi-fi o di rete.
Mobile Handheld Device (MHD):
• Mobile Digital Media Server (M-DMS): raccoglitore di contenuti, disponibili per la fruizione (es.: smartphone, riproduttori multimediali portatili, ecc.);
• Mobile Digital Media Player (M-DMP): visualizza e riproduce i contenuti presenti nel M-DMS (es.: smartphone, media tablet, ecc.);
• Mobile Digital Media Controller (M-DMC): visualizza e verifica la compatibilità dei contenuti presenti sul M-DMS con il dispositivo di riproduzione ad esso associato;
• Mobile Digital Media Uploader (M-DMU): dispositivo per effettuare l'upload di file sul M-DMS (es.: fotocamere digitali);
• Mobile Digital Media Downloader (M-DMD): visualizza i contenuti presente sul server, procede con lo scaricamento e la riproduzione (es.: riproduttori multimediali portatili);
Questi dispositivi hanno un'interfaccia Bluetooth.

## Il progetto
L'obiettivo finale del protocollo DLNA è quello di usufruire di contenuti multimediali (foto, musica e video) attraverso la condivisione fra PC, tablet, smartphone e tutti quei dispositivi collegati alla rete domestica. DLNA si occupa di pubblicare delle linee guida, basate sugli standard aperti delle industrie certificando con un logo la verifica della funzionalità.
Si può realizzare una vera e propria rete per la condivisione di materiale multimediale in casa o in ufficio, utilizzando dispositivi di tipo wired oppure wireless, semplificando così l'interoperabilità tra le varie apparecchiature. Per poter sviluppare un'infrastruttura di condivisione multimediale di questo tipo è necessario implementare uno standard di dominio pubblico sufficientemente diffuso nei dispositivi multimediali, avendo così un'egregia quantità di categorie di dispositivi e perciò una modesta varietà di configurazioni possibili.

## La guida
La DLNA ha pubblicato il primo set della Guida di Interoperabilità (DLNA Interoperability Guidelines) nel giugno 2004 e il primo set di apparati certificati ha raggiunto il mercato poco più tardi. L'ultima versione della guida, la 1.5, è stata pubblicata nel marzo 2006 e ampliata nell'ottobre 2006. La guida attuale espande le possibilità della rete-DLNA includendo stampanti e dispositivi portatili. La guida include anche delle specifiche per la protezione della connessione permettendo delle trasmissioni sicure di documenti digitali protetti da copyright.

## Certificazione
Con la certificazione dello standard DLNA, un prodotto può utilizzare il logo DLNA CERTIFIED, attestante l'idoneità del dispositivo per le caratteristiche viste in precedenza. La certificazione necessita principalmente di due test: conformità e interoperabilità. Oltre a questo è necessaria la certificazione UPnP (Universal Plug and Play).
Test di conformità: 
In questa fase viene fornito agli sviluppatori di un prodotto, direttamente dall'organizzazione DLNA, un software di test denominato CTT (Conformance Test Tool) con cui testare il dispositivo. Durante l'operazione di analisi, a seconda delle funzionalità implementate (Media Server, Media Player o Media Controller), si verifica che il prodotto sviluppato rispetti le linee guida DLNA almeno nelle proprietà necessarie; nei vari documenti di certificazione si trovano sia le specifiche che ogni prodotto deve possedere obbligatoriamente per poter essere certificato, sia le funzionalità opzionali utili a rendere più versatile il dispositivo.
Conclusa la fase di analisi con il software CTT viene creato un file di registro contenente tutte le proprietà analizzate del dispositivo. Questo documento è necessario per la certificazione e dovrà essere inoltrato all'organizzazione.
Test di interoperabilità: 
Superato il test di interoperabilità, il prodotto in analisi deve essere sottoposto alle prove descritte nel CTP (Certification Test Plan): il prodotto deve essere testato con almeno due dispositivi a cui il prodotto in prova deve interfacciarsi in una rete. Nel CTP sono indicati in dettaglio tutti i passi per il test e tutte le funzionalità che devono risolversi correttamente (la corretta rilevazione del dispositivo, avvio della riproduzione).
Fasi del test:
• Discovery test
• Browse test
• Play operation test
• Stop operation test
• Pause/Resume operation test
• Seek operation test
Solo i primi tre sono obbligatori

## Membri
Originariamente fondata nel 2003, al 2008 l'organizzazione DLNA consiste in 26 membri promotori (Access, AMD, AWOX, Broadcom, Cisco, Comcast, DigiOn, HP, Huawei, IBM, Intel, Kenwood, Lenovo, LG Electronics, Macrovision, Microsoft, Motorola, Nokia, NXP, Panasonic, Philips, Pioneer, Samsung, Sharp, Sony e Toshiba) e altri 200 membri.

## Prodotti compatibili
- Televisori

Il sistema DLNA è presente in molti televisori, soprattutto in quelli chiamati Smart TV.
- Console 
  - Xbox 360 ed Xbox One
  - PlayStation 3 e Playstation 4

i produttori di console hanno subito integrato il protocollo DLNA così da rendere i loro dispositivi lettori multimediali più versatili possibili, integrando anche la capacità di leggere file multimediali dalla rete.
- Telefonia mobile

Nel mondo della telefonia mobile, in particolar modo quello degli smartphone, è una tecnologia molto diffusa. È presente in modo nativo in tutti gli smartphone dotati del sistema operativo Android, tuttavia ogni fabbricante crea il suo proprio software di gestione di questo sistema, ad esempio per Samsung si chiama "AllShare".
- Personal computers dotati di Windows 11 (Opzionale)

- Lettori DVD e Blu-Ray